# Heimyscus fumosus
Heimyscus fumosus (Brosset, Dubost & Heim de Balsac, 1965) è un roditore della famiglia dei Muridi, unica specie del genere Heimyscus (Misonne, 1969), diffuso nell'Africa centrale.

## Descrizione

### Dimensioni
Roditore di piccole dimensioni, con lunghezza della testa e del corpo tra 81 e 105 mm, la lunghezza della coda tra 88 e 108 mm, la lunghezza del piede tra 21 e 23 mm, la lunghezza delle orecchie tra 15 e 19 mm e un peso fino a 28 g.

### Caratteristiche craniche e dentarie
Il cranio presenta un rostro corto e sottile e i fori palatali che terminano ben prima dei primi molari. Gli incisivi superiori sono opistodonti, mentre i molari hanno cuspidi alte e sono abbastanza separati l'uno dall'altro.

Sono caratterizzati dalla seguente formula dentaria:

### Aspetto
La pelliccia è soffice. Il colore del dorso è bruno-grigiastro con dei riflessi rossastri, mentre le parti ventrali sono biancastre. Gli occhi sono molto piccoli, mentre le orecchie sono lunghe. Le vibrisse sono bianche e donano al muso un aspetto brizzolato. Il dorso delle zampe è ricoperto di corti peli bianchi. La coda è lunga circa quanto la testa ed il corpo ed è apparentemente priva di peli. I piedi sono lunghi e stretti. Il quinto dito raggiunge di poco la base del quarto ma è più lungo dell'alluce. Sono presenti sulla pianta dei piedi sei piccoli cuscinetti. Le femmine hanno un paio di mammelle pettorali e 2 paia inguinali e sono significativamente più pesanti dei maschi. Il cariotipo è 2n=40 FN=48.

## Biologia

### Comportamento
È una specie strettamente terricola. Costruisce tane nel terreno con due uscite oppure si rifugia tra le radici affioranti degli alberi. I nidi sono formati da foglie secche.

### Alimentazione
Si nutre sia di artropodi come blatte, millepiedi, scarafaggi, termiti e miriapodi che do semi e polpa di frutti.

### Riproduzione
Si riproduce durante tutto l'anno, con picchi da gennaio a marzo. Danno alla luce fino a 4 piccoli alla volta.

## Distribuzione e habitat
Questa specie è diffusa nel Camerun meridionale, Congo, Repubblica Democratica del Congo, Gabon, Rio Muni, Repubblica Centrafricana meridionale.
Vive nelle foreste pluviali primarie di pianura tra i 100 e i 620 metri di altitudine.

## Conservazione
La IUCN Red List, considerato il vasto Areale nonostante il declino del proprio habitat, classifica H.fumosus come specie a rischio minimo (Least Concern).